# 富安广播电视台
富安广播电视台（越南语：／），简称，是一家位於越南富安省绥和市的廣播電視播出機構，以富安省為主要播出地區，也是越共富安省委、富安省人民委员会的喉舌。

## 历史沿革
富安省于1989年6月30日自富庆省析出。该省的广播电台则自当年7月1日起使用100W的频率开始播出調頻廣播节目，并转播越南之声的广播节目:636。
2013年9月，富安广播电视台开始通过UHF第37频道播出电视节目，该电视频道的成立结束了富安省自2001年以来没有地方电视频道的历史:638。

## 频道列表
富安广播电视台现拥有电视频道、广播电台频率各1条。

### 电视频道
| 頻道名稱     | 语言   | 广播格式                    | 啟播時間     | 備註  |
| 新闻综合频道 | 越南语 | SD: PAL 576i 16:9 HD: 1080i | 2013年9月2日 | [ 7 ] |

### 電台頻率
| 频道名称（广播） | 频率      | 参考  |
| ---------------- | --------- | ----- |
| 新闻综合广播（Kênh Thời sự - Chính trị - Tổng hợp） | FM 96 MHz | [ 8 ] |